# TV Klan
Televizioni Klan (TV Klan) es un canal de televisión privado de Albania, operado por TVKlan Sh.A. Su programación es generalista y es el canal más visto en Albania.

## Historia
El canal inició emisiones el 25 de octubre de 1997, siendo el primer canal de televisión privado en Albania. Inicialmente contaba con una cobertura muy reducida en el país. Sin embargo, TV Klan se expandió al poco tiempo, cubriendo más zonas en el país.
En 2002, TV Klan fue calificado como el canal de mayor audiencia de Albania, con un 21,5% de audiencia. En 2006, la señal analógica del canal cubría aproximadamente el 60% del territorio albanés.
En 2007, TV Klan logró la segunda licencia de cobertura nacional en Albania.
Desde el 2011 emite en HD, siendo el segundo canal de televisión albanés, tras Top Channel, en emitir en HD. Además, TV Klan fue el primer canal de televisión en Albania en contar con un estudio de noticias por satélite.
El 31 de agosto de 2017, TV Klan cesó sus emisiones en televisión analógica.
El 3 de mayo de 2018, TV Klan anunció la firma de un acuerdo para adquirir el 100% de los activos de Art Channel, una emisora albanesa de Macedonia del Norte. El canal pasó a llamarse Klan Macedonia.

## Programación
El canal emite programación generalista, con producciones propias y extranjeras:
- Lajme: telediario.
- Opinion
- Gjeniu i vogël
- Këngët e Shekullit
- Takimi i pasditës.
- Kënga Magjike
- X Factor Albania: versión albanesa de Factor X.
- Tu cara me suena
- Love Island Albania
- Shije Shtëpie
- Anatomía de Grey
- CSI: Nueva York
- Ley y Orden
- Çarpışma
- Muhteşem Yüzyıl Kösem

## Canales hermanos
TV Klan pertenece a TVKlan Sh.A, quien también posee una emisora de radio y los siguientes canales:
- Radio Klan: emisora de radio generalista. También emite música.
- Klan Plus: canal que emite películas, series y programas ya emitido en TV Klan.
- Klan News: canal de noticias.
- Klan Sport: canal de deportes.
- Klan Music: canal musical.
- Klan Macedonia: canal generalista con sede en Macedonia del Norte.

Los canales se encuentran en las principales plataformas de suscripción albanesas DigitAlb y Tring, así como a través de la aplicación OTT Klani Im.